# Bruck-Waasen
Bruck-Waasen var en kommun  i Österrike. Den låg i distriktet Grieskirchen i förbundslandet Oberösterreich,  190 km väster om huvudstaden Wien. Huvudort var Bruck an der Aschach. 
Den 1 januari 2018 slogs kommunen samman med Peuerbach.